# 945

## Nașteri
- dată necunoscută: Eric cel Victorios  (d. 995)
- dată necunoscută: Otto de Burgundia  (d. 965)
- dată necunoscută: Godefroi I de Lotharingia Inferioară  (d. 964)
- dată necunoscută: Richarda de Sualafeldgau soția margrafului Leopold I de Babenberg (d. 994)

## Decese
- 30 iunie: Ki no Tsurayuki, poet japonez (n. 872)